# 维南特
维南特（法語：Vinantes，法語發音：[vinɑ̃t] ⓘ）是法国塞纳-马恩省的一个市镇，属于莫城区。

## 地理
维南特（49°0'38"N, 2°44'4"E）面积5.27 平方千米，位于法国法蘭西島大區塞纳-马恩省，该省份为法国北部内陆省份，北起瓦兹省，西接埃松省、马恩河谷省、塞纳-圣但尼省和瓦兹河谷省，南至卢瓦雷省，东南接约讷省，东临马恩省和奥布省，东北接埃纳省。
与维南特接壤的市镇（或旧市镇、城区）包括：沙尔尼、蒙热昂戈埃勒、楠图耶、勒普莱西欧布瓦、圣梅姆、维勒鲁瓦。

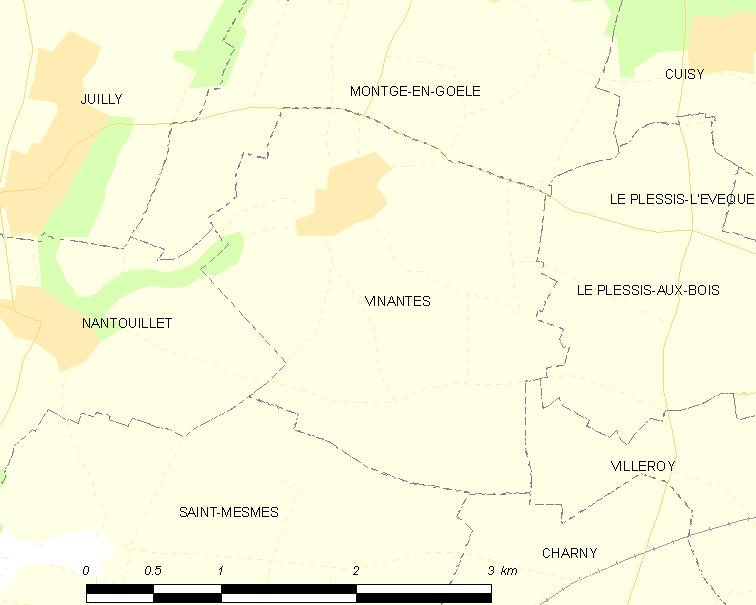
维南特的OSM定位图

维南特的时区为UTC+01:00、UTC+02:00（夏令时）。

## 行政
维南特的邮政编码为77230，INSEE市镇编码为77525。

## 政治
维南特所属的省级选区为米特里-莫里县。

## 人口

1962-2008年间维南特人口变化图示

维南特于2022年1月1日时的人口数量为380人。